# Virbia divisa
Virbia divisa är en fjärilsart som beskrevs av Walker 1854. Virbia divisa ingår i släktet Virbia och familjen björnspinnare. Inga underarter finns listade i Catalogue of Life.